# Dasyaphis mirabilis
Dasyaphis mirabilis är en insektsart som först beskrevs av Tseng och Tao 1938.  Dasyaphis mirabilis ingår i släktet Dasyaphis och familjen långrörsbladlöss. Inga underarter finns listade i Catalogue of Life.